# Casa dei Decumani

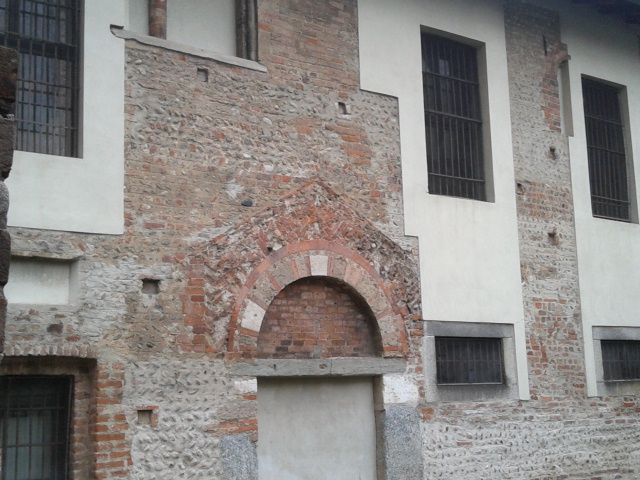
Antico ingresso della casa dei Decumani

La casa dei Decumani  è una costruzione medievale di Monza, nel complesso degli  edifici che sorgono vicino al Duomo, in via Canonica. 
La costruzione risale ai primi anni del XIII secolo. 
La facciata rivolta a ponente è  a corsi di ciottoli e di mattoni, ha due porte di accesso oggi chiuse. Nella parete sopra l'arco della porta principale si nota tuttora il segno di un antico protiro che ne proteggeva l'ingresso.  Sono visibili anche alcune feritoie. 

Il dettaglio architettonico più interessante di questa facciata sono i resti di una bifora in laterizio e che reca una testina coronata alla convergenza degli archetti.
Sul lato settentrionale, che costeggia la via Canonica, modificato nel XIV secolo, sono altre finestre monofore. 
Infine il lato a levante, sul cortile della Canonica, è porticato con rozzi pilastri di serizzo e consente l'odierno accesso all'edificio. 

I pilastri del portico sono di recupero (probabilmente avvenuto nel XVII secolo) e provengono da un'area sepolcrale romana emersa nelle vicinanze.
All'interno dell'edificio sono conservati affreschi trecenteschi, tra cui l'antico stemma comunale di Monza.
Nel giardino antistante il lato ovest sono le fondamenta di un ninfeo tardo romano, ritrovate poco lontano e qui ricomposte nel 1991.

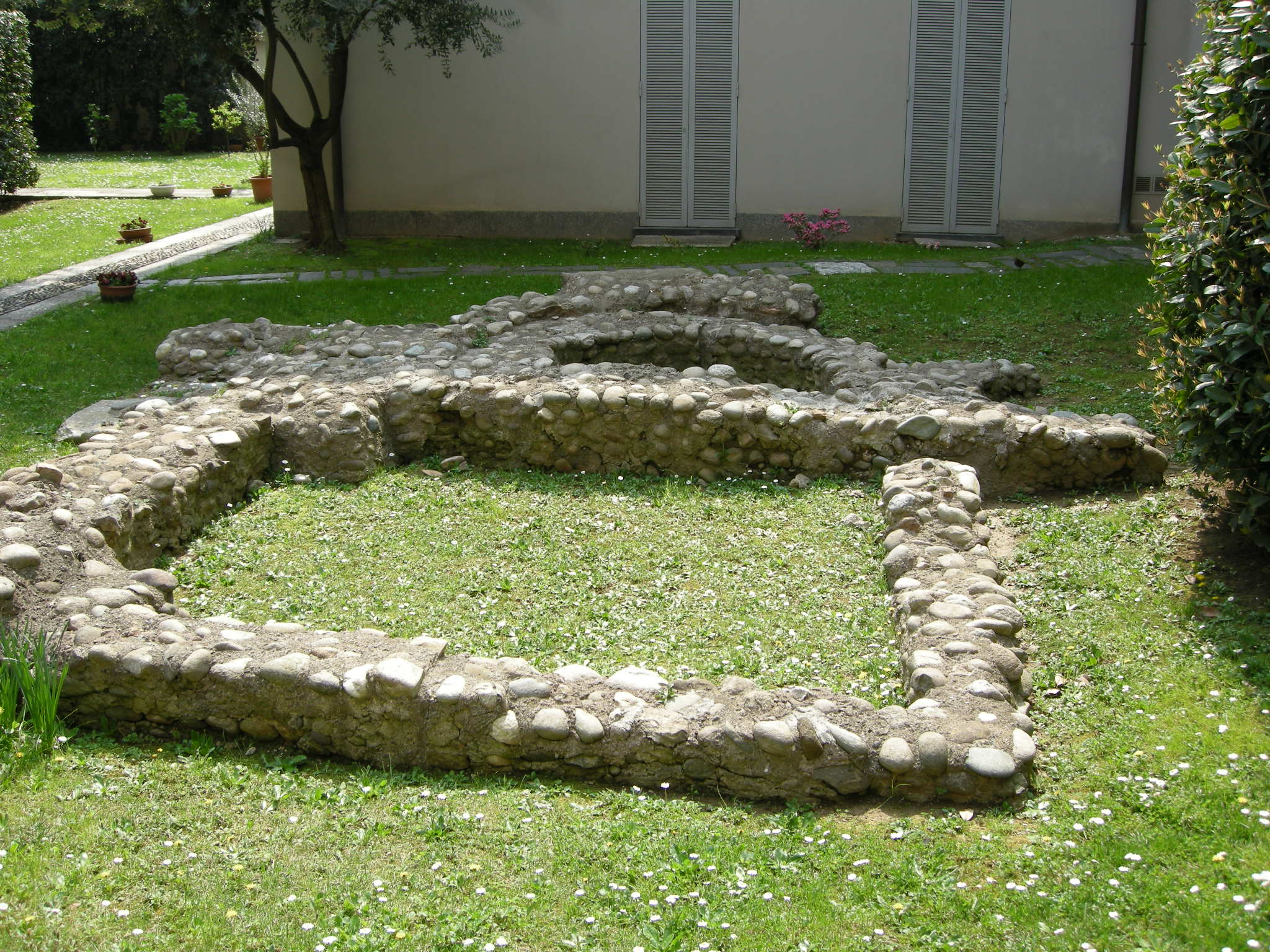
Ninfeo tardo romano, Monza

Dietro alla casa dei Decumani si trova la piazzetta della canonica e il granaio, anch'esso del XIII secolo.